# Tasa (zone de planification)
Tasa est une zone de planification de Tampere en Finlande. 
Tasa comprend les zones statistiques: Niihama, Atala, Ojala, Kumpula, Tasanne et Olkahinen.